# Michael Reed Barratt

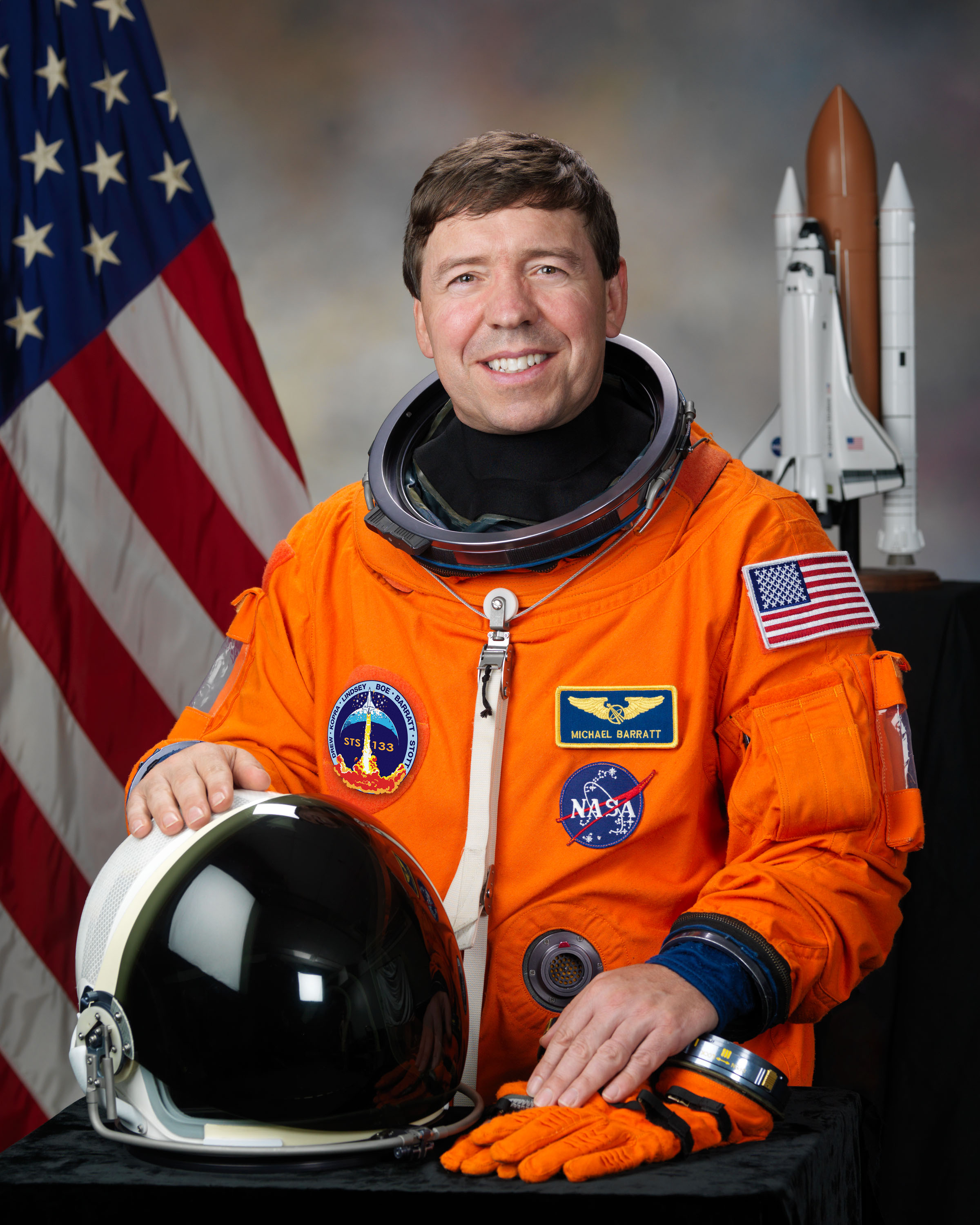
Michael R. Barratt

Michael Reed Barratt (Vancouver, Washington, 1959. április 16.–) amerikai orvos űrhajós.

## Életpálya
Orvosi tanulmányok befejezését követően 1989-től Chicagóban a Veterán Kórházban tevékenykedett. 1991-ben mesterképzésen Repülésügyi Orvostudományból vizsgázott. 1995-től 1998-ig a NASA Houstoni központjában a Nemzetközi Űrállomás Orvosi műveleteinek vezetője. Rendszeres tanácsadó a nemzetközi partnereknél.
2000. július 26-tól részesült űrhajóskiképzésben a Lyndon B. Johnson Űrközpontban, valamint a Jurij Gagarin Űrhajóskiképző Központban. Két űrszolgálata alatt összesen 211 napot, 11 órát és 46 percet töltött a világűrben.
A NASA houstoni központjában a humán kutatási programot vezeti. A program útmutatókat szolgáltat az alkalmazott kutatás irányába. Az egyik legjelentősebb egészségügyi és teljesítmény kockázatok szolgáltatásával foglalkozik az emberes űrrepülés szolgálatára.

## Űrrepülések
- Szojuz TMA–14 fedélzeti mérnöke. Orvos kutatási, kísérleti tevékenységek mellett aktívan részt vett az ISS űrállomás általános munkáiban. Űrhajók- teherűrhajók fogadása, az előírt feladatok végzése. Két űrszolgálata alatt összesen 198 napot, 16 órát és 42 percet töltött a világűrben.
- STS–133 a Discovery űrrepülőgép utolsó járatának, 39. repülésének küldetésfelelőse. Feladatuk a Leonardo Pressurized Multipurpose Module (PMM), az ExPRESS Logistics Carrier 4 (ELC4) és a Robonaut2 szállítása volt a Nemzetközi Űrállomásra. Második űrszolgálata alatt összesen 12 napot, 19 órát és 04 percet (307 óra) töltött a világűrben. 8 536 190 kilométert (5 304 140 mérföldet) repült, 202 alkalommal kerülte meg a Földet.

### Tartalék személyzet
Szojuz TMA–13 fedélzeti mérnök/ISS parancsnok